# Selenicereus urbanianus
Selenicereus urbanianus és una espècie fanerògama que pertany a la familia de les cactàcies (Cactaceae).

## Descripció
Selenicereus urbanianus és una planta perenne carnosa enfiladissa. Les tiges són inicialment brillants, després de color verd clar amb un to porpra. Tenen un diàmetre de fins a 5 cm. Tenen entre 4 a 5 (rarament de 3 a 6) costelles, amb vores afilades i clares al principi, després menys pronunciades. Les arèoles petites estan cobertes de pèls blancs i d'1 a 2 truges petites. De les arèoles sorgeixen diverses espines en forma d'agulla de fins a 1 centímetre de llarg, que inicialment són grogues i després es tornen marrons. Les flors fan fins a 30 cm de llarg de color blanc. Els seus periants exteriors són de color marró a taronja, els interiors són blancs. L'hipant i el tub floral estan coberts de llargs pèls blancs. Els fruits són esfèrics.

## Distribució
És endèmica de Cuba, Haití i República Dominicana. És una espècie poc comuna en col·leccions.

## Taxonomia
Selenicereus urbanianus va ser descrita per (Gürke i Weing.) Britton i Rose i publicat a Contributions from the United States National Herbarium 16(7): 242. 1912-1916[1913]. (10 d'abril de 1913).
Etimologia
Selenicereus: nom genèric es deriva del grec Σελήνη (Selene), la deessa de la lluna i cereus, que significa 'espelma' en llatí, en referència a les flors nocturnes.
urbanianus: epítet nomenat en honor del botànic alemany Ignaz Urban.
Sinonímia
- Selenicereus maxonii Rose[3]